# Diospyros hilairei
Diospyros hilairei là một loài thực vật có hoa trong họ Thị. Loài này được (Hiern) Cavalcante mô tả khoa học đầu tiên năm 1963.